# Dionisi de Tràcia
Dionisi el Traci o Dionisi de Tràcia (grec antic: Διονύσιος ὁ Θρᾷξ, Dionýsios ho Thrax, llatí: Dionysius Thrax) va ser un gramàtic de l'antiga Grècia que va viure al segle ii aC.
Era fill de Teres, un home traci, i d'aquí deriva el seu sobrenom. Era nascut a Alexandria (on va ser deixeble d'Aristarc) o a Bizanci, segons la font, però la major part de la seva carrera la va desenvolupar a l'illa de Rodes, on va ensenyar als seus deixebles, entre els quals Tirannió. També va viure un temps a Roma, on va ensenyar cap a final del segle i aC.
Va ser l'autor de nombroses obres de gramàtica, manuals i comentaris. Sota el nom de Tékhne Grammatiké (grec antic: Τέχνη Γραμματική, 'art de la gramàtica') es conserva un petit treball, base d'altres treballs en gramàtica, que va ser l'obra en què es van basar els altres tractats de gramàtica durant molts de segles, i que es conserva molt alterat respecte de l'obra original. També va fer crítiques d'Homer i un comentari sobre Eurípides, l'autoria del qual és discutida. Hom també li atribueix el tractat Περὶ τόνου τερισπωμένων.

## L'Art de la gramàtica
L'Art de la gramàtica (grec antic: Τέχνη Γραμματική, Tékhne Grammatiké) és un breu resum de gramàtica desenvolupat segons els principis alexandrins i estoics. Va gaudir d'una gran popularitat tant a l'antiguitat com a l'edat mitjana i fins als nostres dies, i ha estat sempre atribuïda a Dionisi. No obstant això, darrerament la seva autoria ha estat disputada, i sembla que podria ser obra d'un altre autor.
L'obra defineix la gramàtica com a empeiria ('realització empírica'), però inclou l'analogia en el cos de la descripció. Comprèn els accents, les pauses, les lletres i les síl·labes, i defineix les parts del discurs amb els seus accidents (casos, modes) i subdivisions, oferint exemples i paradigmes, però omet la sintaxi. La finalitat de l'obra és la κρίσις ποιημάτων, que s'interpreta com a 'crítica literària' o bé com a 'crítica textual'. La seva transcendència anà més enllà del món grec, i influí la gramàtica llatina i de totes les llengües occidentals, i també fou traduïda i adaptada al siríac i l'armeni.